# Lubelskie Towarzystwo Fotograficzne im. Edwarda Hartwiga
Lubelskie Towarzystwo Fotograficzne im. Edwarda Hartwiga – stowarzyszenie utworzone w 1936 roku, z inicjatywy admiratorów sztuki fotograficznej związanych z lubelskim środowiskiem fotograficznym. Członek zbiorowy Fotoklubu Rzeczypospolitej Polskiej Stowarzyszenia Twórców.

## Historia
Lubelskie Towarzystwo Fotograficzne im. Edwarda Hartwiga powstało pod koniec 1936 roku z inicjatywy Zygmunta Dobkiewicza, Zygmunta Grzywacza, Edwarda Hartwiga, Władysława Kończaka, Antoniego Kozłowskiego, Stanisława Magierskiego, Mieczysława Rotblita, Stanisława Szydłowskiego, Stanisława Szramowicza, Wiesława Żarskiego – członków założycieli  oraz pierwszych członków rzeczywistych LTF. Wówczas LTF miało swoją siedzibę w Klubie Garnizonowym przy ulicy Peowiaków 12. Działalność ówczesnego Lubelskiego Towarzystwa Fotograficznego skupiała się m.in. na wysyłaniu prac członków LTF do udziału w wystawach (salonach fotograficznych) krajowych i międzynarodowych – w Polsce i za granicą (m.in. XVII Doroczna Wystawa Fotografiki Polskiej we Lwowie - 1937, X Międzynarodowy Salon Fotografiki w Warszawie – 1937, I Polska Wystawa Fotografii Ojczystej w Warszawie – 1938). W 1938 roku LTF było organizatorem ogólnokrajowej Wystawy Fotografiki Polskiej. 
Po II wojnie światowej – w 1947 roku, Lubelskie Towarzystwo Fotograficzne było organizatorem wystawy Lublin i Lubelszczyzna, zaprezentowanej w pomieszczeniach Gimnazjum im. Unii Lubelskiej. Wystawa Lublin i Lubelszczyzna była ostatnią inicjatywą powojennego LTF, nieco później stowarzyszenie zakończyło działalność. 
W 1999 Lubelskie Towarzystwo Fotograficzne zostało reaktywowane, wznowiono działalność stowarzyszenia. W 2014 roku Lubelskie Towarzystwo Fotograficzne (obecnie Lubelskie Towarzystwo Fotograficzne im. Edwarda Hartwiga) zostało przyjęte w poczet członków zbiorowych Fotoklubu Rzeczypospolitej Polskiej Stowarzyszenia Twórców.

## Działalność
Celem działalności Lubelskiego Towarzystwa Fotograficznego im. Edwarda Hartwiga jest upowszechnianie fotografii, sztuki fotograficznej oraz promocja miasta Lublina. LTF jest organizatorem wystaw fotograficznych; dorocznych, indywidualnych, zbiorowych, poplenerowych (m.in. członków stowarzyszenia) oraz wystaw pokonkursowych. Jest organizatorem wielu konkursów fotograficznych (m.in. ogólnodostępnego, comiesięcznego konkursu Fotografia Miesiąca), prelekcji, spotkań, warsztatów fotograficznych. Statutowym celem LTF jest dbałość o interesy twórcze członków stowarzyszenia oraz dbałość o ochronę ich praw autorskich. Lubelskie Towarzystwo Fotograficzne im. Edwarda Hartwiga dysponuje swoją siedzibą w pomieszczeniach Wojewódzkiego Ośrodka Kultury w Lublinie oraz własną przestrzenią wystawienniczą w Pałacu Parysów w Lublinie.
Za twórczość fotograficzną i pracę na rzecz fotografii, Lubelskie Towarzystwo Fotograficzne im. Edwarda Hartwiga zostało uhonorowane Złotym Medalem „Zasłużony dla Fotografii Polskiej” – odznaczeniem przyznawanym przez Kapitułę Fotoklubu Rzeczypospolitej Polskiej Stawarzyszenia Twórców.

## Pierwszy Zarząd LTF (1936)
- Zygmunt Dobkiewicz (prezes Zarządu)
- Zygmunt Grzywacz (sekretarz)
- Stanisław Magierski (członek Zarządu)
- Stanisław Szramowicz (członek Zarządu)
- Wiesław Żarski (członek Zarządu)

Źródło

## Członkowie honorowi LTF
- Mieczysław Cybulski
- Lucjan Demidowski
- Ewa Hartwig
- Krzysztof Kuzko
- Jan Magierski
- Waldemar Nowiński
- Andrzej Polakowski
- Zdzisław Toczyński
- Stanisław Wymoczył

Źródło